# Activision
Activision, Inc. je americký herní vývojář a vydavatel. Společnost byla založena 1. října 1979. Jejím prvním produktem byly kazety do Atari 2600, a nyní je jedním z největších vydavatelů počítačových her na světě.[zdroj?]
2. prosince 2007 bylo oznámeno spojení s Vivendi Games. Zformovala se tak nová společnost, Activision Blizzard, vlastněna Vivendi.

## Historie
Ještě před založením Activisionu byl veškerý software pro herní konzole vydáván exkluzivně jejich tvůrci. Například Atari byl jediným vydavatelem pro herní systém Atari 2600. To nebylo příliš výhodné pro herní vývojáře, kteří i za dobře prodávané hry nedostávali dost zaplaceno. Poté, co skupina programátorů sledovala, jak se jejich hry mění v milionové bestsellery, rozhodli se odejít. Activision se tak stal prvním nezávislým vydavatelem pro herní konzole.
Společnost založili Jim Levy, David Crane, Larry Kaplan, Alan Miller a Bob Whitehead. Odchod čtyř programátorů, jejichž tituly v té době tvořily více než polovinu prodejů Activisionu, způsobil právní spor, který se vlekl až do roku 1982.
Když začal trh s herními konzolemi upadat, společnost se zaměřila na hry pro domácí počítače a snažila se získávat menší vydavatele.
V roce 1982 vydal Activision úspěšnou plošinovku Pitfall!, během pěti měsíců byl prodán milion kopií.

## Akvizice a partnerství
| Rok  | Akvizice |
| ---- | --- |
| 1997 | Raven Software uzavřel exkluzivní vydavatelskou dohodu a následně byl "pohlcen". To vedlo ke vzniku her, jako HeXen II, Heretic II, Soldier of Fortune, jeho pokračování a Quake 4. Tentýž rok Activision získal CentreSoft Ltd., (nezávislý britský distributor) a NBG Distribution (německý distributor).                                      |
| 1998 | Pandemic Studios bylo založeno díky investici firmy Activision. Jejich první dvě hry, Battlezone II a Dark Reign 2, byly pokračováním úspěšných titulů. Ještě téhož roku Activision uzavřel výhodná partnerství s Marvel Entertainment, Head Game Publishing, Disney Interactive, LucasArts Entertainment a CD Contact Data.                     |
| 1999 | Activision přebírá Neversoft, vývojáře známé především díky skateboardové sérii Tony Hawk. Dalším přírůstkem se pak stal Expert Software (tvůrce Home Design 3D). |
| 2000 | Activision investoval do Gray Matter Interactive, za účelem vytvoření pokračování slavné hry Wolfenstein 3D. |
| 2001 | Activision získává práva filmu Spider-Man a společnost Treyarch Invention LLC. |
| 2002 | Activision investoval do Infinity Ward (autoři série Call of Duty), nově založeného studia, a koupil Z-Axis Ltd. (studio odpovědné za Dave Mirra Freestyle BMX) a Luxoflux Corporation. |
| 2003 | Activision a DreamWorks SKG uzavřeli několikaletou vydavatelskou smlouvu. Tentýž rok společnost získala partnerství s Valve a získala Infinity Ward a softwarovou firmu Shaba Games LLC. Activision byl spolu s několika dalšími herními vydavateli vyšetřován U.S. Securities and Exchange Commission kvůli podezřelým účetním praktikám firmy. |
| 2004 | Společnost slaví 25 let od založení. |
| 2005 | Activision získává Vicarious Visions, Toys for Bob a Beenox, Inc.. |
| 2006 | Activision si zajistil licenci k filmům s Jamesem Bondem od MGM Interactive. |
| 2007 | Activision přebírá kontrolu nad Bizarre Creations. |

## Fúze
V prosinci 2007 bylo oznámena fúze mezi Activisionem a Vivendi Games, kteří vlastní Blizzard. Nová společnost dostala jméno Activision Blizzard a řídil ji tehdejší ředitel Activisionu, Bobby Kotick. Vivendi je většinovým vlastníkem akcií.

## Významné vydané hry
- Fishing Derby (1980)
- Skiing (1980)
- Freeway (1981)
- Ice Hockey (1981)
- Kaboom! (1981)
- Stampede (1981)
- Barnstorming (1982)
- Pitfall! (1982)
- River Raid (1982)
- Robot Tank (1983)
- MechWarrior 2: 31st Century Combat (1995)
- Quake série (vyjma prvního dílu Quake)
- Interstate '76 (1997)
- Battlezone (1998)
- Civilization: Call to Power (1999)
- Tony Hawk's Pro Skater (1999)
- Mat Hoffman's Pro BMX (2001)
- Star Wars Jedi Knight II: Jedi Outcast (2002)
- Spider-Man: The Movie (2002–)
- Day of Defeat (2003)
- Star Wars Jedi Knight: Jedi Academy (2003)
- True Crime: Streets of L.A. (2003)
- Call of Duty série (2003–)
- Doom 3 (2004)
- Guitar Hero série (2006–) (vyjma prvního dílu)
- James Bond série (2008–2012)
- Prototype (2009)[1]
- DJ Hero (2009)
- Singularity (2010)

## Studia
- Beenox v Quebec City, Quebec, Kanada
- Bizarre Creations v Liverpoolu, Spojené království
- Infinity Ward v Los Angeles, Kalifornie, USA
- Luxoflux v Santa Monica, Kalifornie, USA
- Neversoft v Los Angeles, Kalifornie, USA
- Raven Software v Madison, Wisconsin, USA
- RedOctane v Mountain View, Kalifornie, USA
- Shaba Games v San Francisco, Kalifornie, USA
- Toys For Bob v Novato, Kalifornie, USA
- Treyarch v Santa Monica, Kalifornie, USA
- Vicarious Visions v Albany, New York, USA
- Z-Axis ve Foster City, Kalifornie, USA